# 托德 (北卡羅萊納州)
托德（英語：Todd）是位於美國北卡羅萊納州阿什縣及沃托加縣的非建制地區。

## 歷史
托德的郵局自1894年營運至今。

## 地理
托德所處的海拔為高於海平面912米（即2992英呎），而該地所採用的時區為UTC-5，即北美东部时区（EST）。同時該地設有夏令時間，為UTC-5調快一小時，即UTC-4（EDT）。